# Quận 13, Roma
Quận 13 Aurelia (tiếng Ý: Municipio XIII Aurelia) là quận hành chính thứ mười ba của thủ đô Roma, Ý. Quận được thành lập vào ngày 11 tháng 3 năm 2013, thay thể Quận 18 cũ.